# Centrocardita aculeata
Centrocardita aculeata is een tweekleppigensoort uit de familie van de Carditidae. De wetenschappelijke naam van de soort is voor het eerst geldig gepubliceerd in 1795 door Poli.